# Златоустовский уезд
Златоустовский уезд — административно-территориальная единица в составе Уфимской губерний Российской Империи, РСФСР и Челябинской губернии РСФСР, существовавшая в 1865—1923 годах. Уездный город — Златоуст.

## География
Уезд располагался в северо-восточной части Уфимской губернии. Площадь составляла 18,4557 тыс.кв.км.

## История
Уезд образован в 1865 году в составе Уфимской губернии. По "высочайшему повелению" от 26 ноября того же года центром уезда определен Златоуст и ему был официально присвоен статус города.

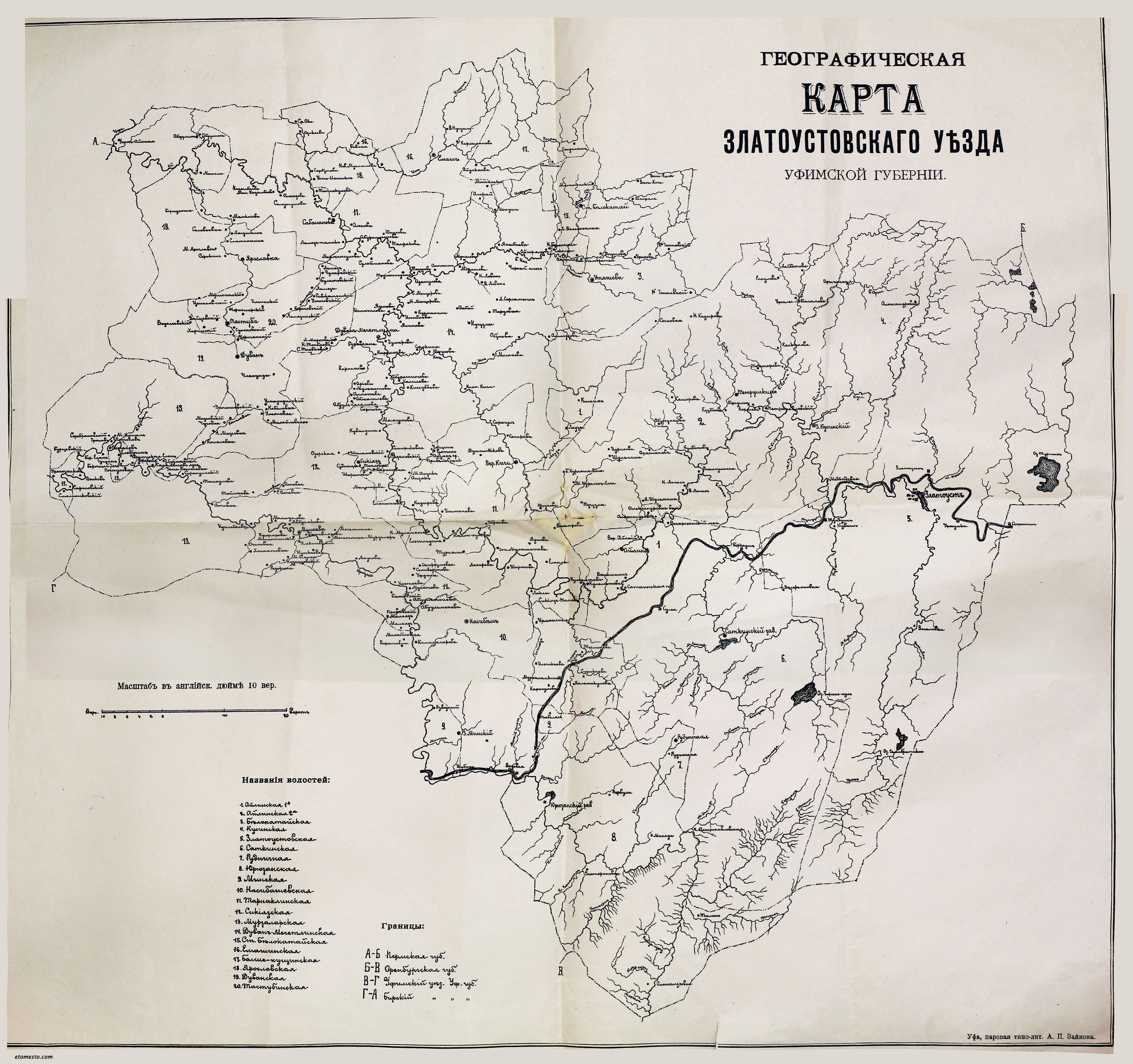
Карта Златоусного уезда, 1910 г.

В связи с образованием 20 марта 1919 года Башкирской Советской Республики из Златоустовского уезда в состав Дуванского кантона Башкирской Советской Республики были переданы 2-я Айлинская, Белокатайская, Верхне-Кигинская, Дуван-Мечетлинская, Ибраевская, Калмакуловская, Мурзаларская, Насибашевской, Нижне-Кигинская и Сикиязская волости, а в состав Кущинского кантона — Больне-Кущинская, Екатерининская, Старо-Белокатайская и Усть-Икинская волости.
14 июня 1922 года Уфимская губерния была упразднена. Златоустовский уезд был включен в состав Автономной Башкирской Социалистической Советской Республики. 17 августа 1922 года декретом ВЦИК «О дополнительном изменении границ Автономной Башкирской Социалистической Советской Республики» Златоустовский уезд, за исключением двенадцати волостей (Метелинской, Ярославской, Тастубинской, Дуванской, Улькундинской, Михайловской, Месягутовской, Леузинской, Ново-Муслюмовской, Емашинской, Нутушинской, Яныбаевской), присоединялся к Челябинской губернии. Кроме того, к Златоустовскому уезду присоединялось девять волостей Уфимского уезда (Симская, Миньярская, Илекская, Еральская, Усть-Катавская, Сергиевская, Аша-Балашевская, Караульская, Катав-Ивановская), восемнадцать волостей Тамьян-Катайского кантона (Авзяно-Петровская, Байсакальская, Белорецкая, Вознесенская, Инзерская, Катайская, Кагинская, Ломовская, Мулдакаевская, Полжовская, Тирлянская, Тунгатаровская, Узянская, Усмангалинская, Ахуновская, Кубеляк-Телевская, Тептяро-Учалинская, Тамьян-Тангауровская). При этом три волости Миасского уезда (Тургоякская, Сыростанская, Миасская с г. Миассом), а также район горы Магнитной и Оврагов Каменных по реке Кизыл оставались в пределах Челябинской губернии. Все эти волости объединялись в один Златоустовский уезд Челябинской губернии.
3 ноября 1923 года была упразднена Челябинская губерния. Территория Златоустовского уезда вошла в состав вновь образованного Златоустовского округа Уральской области.

## Население
По данным переписи населения 1897 года население уезда составляло 185 498 чел., в том числе в городе Златоуст — 20 502 чел.

### Национальный состав
| Национальность    | Население, чел. | % от общего |
| ----------------- | --------------- | ----------- |
| Русские           | 121 559         | 65,53       |
| Башкиры           | 51 345          | 27,68       |
| Тептяри           | 4945            | 2,67        |
| Татары и Мещеряки | 4765            | 2,57        |
| Всего             | 185 498         | 100,00      |

## Административное деление

### 1913 год
В 1913 году в состав уезда входило 23 волости:
| - 1-я Айлинская волость — с. Айлино - 2-я Айлинская волость — д. Петрушкино - Белокатайская волость — д. Утяшево - Больше-Кущинская волость — д. Сабанаково - Дуванская волость — с. Дуван - Дуван-Мечетлинская волость — с. Дуван-Мечетлино - Екатерининская волость — с. Емаши - Златоустовская волость — г. Златоуст | - Кусинская волость — с. Кусинский Завод - Леузинская волость — с. Леузы - Минская волость — с. Минский Завод - Мурзаларская волость — с. Мурзалар - Насибашевская волость — с. Насибаш - Нижне-Кигинская волость — с. Нижние Киги - Рудничная волость — с. Рудничное - Саткинская волость — с. Саткинский Завод | - Сикиязская волость — с. Месягутово - Старо-Белокатайская волость — с. Старобелокатай - Тарнаклинская волость — д. Верхние Киги - Тастубинская волость — с. Тастуба - Усть-Икинская волость — с. Усть-Икинское - Юризанская волость — с. Юризанский Завод - Ярославская волость — с. Ярославка |

### 1917 год
Список населённых пунктов Златоустовского уезда, утверждённый 26 чрезвычайным земским собранием 22 ноября 1917 года:
- 1-я Айлинская волость

1. Айлино 2. хутора при Айлиной 3. Куянай (из Еланлинской вол.) 4. Сукташ (из Еланлинской вол.) 5. Александровка 6. Каменный Брод (Петропавловский) из 2-й Айлинской вол. 7. Ново-Михайловский то же 8. В. Айский 9. Айский (Ст. Пристань) из Сатк. вол. 10. Ваняшкино 11. Кульметева 12. Вознесенский мон.
- 2-я Айлинская волость

1. Асылгужино 2. Богородский 3.В. Лапас 4. Н. Лапас 5. Арасланово 6. Ново-Шулямино 7. Тугузлы 8. Идрисово 9. Кургаш-Елга 10. Кулбакова 11. Абдрезяк 12. Сюрбаево 13. Глухой остров 14. Петрушкино 15. Петропавловский зав. 16. Каскиново 17. Михайловка 18. Казанцевский 19. Никольский зав. 20. Ст. Злоказово 21. Покровский 22. Ново-Мухаметова 23. Токтарово 24. Есаулово 25. Безымянный Ключ 26. Матвеевский 27. Ново-Никольский 28. Ургала 29. Ургалы-Апсалямова 30. Хайбатова
- Белокатайская волость

1. Апутова 2. Уракова 3. Утяшева 4. Аллагузова (из Дув.-Меч. вол.) 5. Абзаева 6. Искакова
- Болышекущинская волость

1. Абдуллино-вотчинники 2. Аушты 3. Ново-Муслюмово (Мусюкова) 4. Биргаджина 5. Б. Казылбаева 6. Киги 7. Айдакаева 8. Мелекас 9. Алегазова 10. М. Казылбаева 11. Абдрахимова 12. Аюпова 13. Куляк 14. Темряково 15. Юнусово 16. Сулейманова 17. Лемаз-Тамакова 18. Средняя Ока 19. Марженгулова 20. Сабанакова 21. Сосновка (Казылбаевск. о-ва) 22. Сандалашка 23. Сальзегутово 24. Тюплекулево
- Верхне-Кигинская волость

1. Верхние Киги 2. Юнусово (из 2-й Айлин.вол.) 3. Душембеково 4. Сагирово 5. м-ца Нехороших 6. м-ца Рязанова (из 2 Айл. вол.) 7. хут. Хасанова 8. хут. Аболенский
- Дуван-Мечетлинская волость

1. Абдулсалямова 2. Мулькатова 3. Габжалилева 4. Абдрашитова 5. Каранаева 6. Морженгулова 7. Ариева  8. Халилева 9. Ново-Халилева 10. Кисяубаева 11. Юсупова 12. Зайцевский 13. Дуван-Мечетлино 14. Гумерова 15. Ново-Мещерова 16. Ясинова 17. Куршали 18. Куршалинский 19. Исенбаева 20. Яушева 21. Исмагилова 22. Каракуль 23. м-ца Кузнецова 24. м-ца Водолеева 25. м-цаГундерина 26. м-ца Токаревых 27. Старо-Мещерова 28. Трубкильды 29. Буранчино 30. Ново-Токбаева 31. Старо-Токбаева 32. м-ца Комарова 33. м-ца Накорякова 34. м-ца Двинана 35. м-ца Дневалова 36. м-ца Круглова
- Дуванская волость

1. Дуван 2. Алабугина (Елабужский) 3. Лемазы 4. Кутрасовка 5. Саламатов Луг 6. Петуховский 7. Елань-Черемисская (Староверовка) 8. Гущинский (из Мурзаларской вол.) 9. Карповский 10. Барочный Луг 11.Худяковский (из Мурз. вол.) 12. Потаповский 13. Волковский (из Мурз. вол.) 14. Греховский то же 15. Серебряниковский то же 16. Березовая Елань то же 17. Бурцевский 18. Сафоновский 19. Смольниковский 20. Валияз (из Мурзаларской вол.) 21. Трапезниковский 22. Чертан 23. хут. Шретера 24. корд. Крест, поз. Банка (так в документе)
- Екатериновская волость

1. Емаши
- Еланлинская волость

1. Еланлина 2. Вакиярова(из В.-Кигинской вол.) 3. Лаклы 4. Чубаркаева 5. Сикияз-Томак 6. Алексеевский
- Златоустовская волость

1. г. Златоуст 2. Ковалевские печи 3. Верхне-Киалимские печи 4. Нижне-Киалимские печи 5. Средне-Киалимские печи 6. Кувашиеские 7. Веселовка 8. Куваши 9. Тундуш 10. Медведевка (из Кусинской вол.) 11. ст. Уржумка 12. раз. Таганай 13. Дегтярное заведение Мурашкина 14. Дегтярное заведение Сверидова 15. Кусинская платформа 16. хут. Якушева 17. Шевалдина 18. хут. Бокова 19. хут. Захарова 20. хут. Старикова 21. хут. Уткина 22. хут. Пучкова 23. хут. Сыромолотова 24. 1-я Шумга 25. 2-я Шумга 26. Верхне-Айская плотина 27. Борисовский корд. 28. Демидовский корд. 29. Таганайский корд. 30. Уреньгинский корд. 31. Татарский корд. 32. Южный корд. 33. Семибратский корд. 34. Веселовский корд. 35. Хуторской корд. 36. Верхне-Айский корд.
- Ибраевская волость

1. Ельгильдина 2. Ново-Мухаметова 3. Ишменева (из В.-Кигинской вол.) 4. Юкаликулева 5. Кадырова (из В.-Кигинской вол.) 6. Мещагарова тоже 7. Шарыпова то же 8. Ширякова 9. Яунова 10. Ибраево 11. Старо-Мухаметова 12. Лагирева 13. Саратовский
- Калмакуловская волость

1. Калмакулова 2. Ильчикеево 3. Карагулова 4. Ильчикеевский 5. Стоблюгский 6. Мурсалимкино 7. Сюрюкаево 8. Терменево 9. Урманчино 10. Тюбеляссы 11. раз. Тюбеляссы 12. раз. Кукшик
- Кусинская волость

1. Александровка 2. Аршинский 3. Вознесенский (из 2-й Айлинс. вол.) 4. Ново-Хайбатовский то же 5. Кусинский зав. 6. Чеславка 7. Ст. Куса 8. Аршинские печи 9. Кусинские печи 10. Бахрушинские печи 11. Терехтинские печи 12. Аршинский рудн. 13. Ахтинский рудн.
- Леузинская волость

1. С. Леузы 2. Петропавловский 3. Казанский (из 2-й Айлинск. вол.) 4. Ново-Троицкий то же 5. Степановский (Теплый Ключ) 6. Абдрезяковский (из 2-й Айлинс. вол.) 7. Верхняя Вязовка (из Д.-Мечетл. вол.) 8. Нижняя Вязовка (из Д.-Мечетл. Вол.) 9. Рождественский (из 2-й Айлинс. вол.) 10. Полужский то же 11. Борисенкова (из 2-й Айлинс. вол.) 12. Ивановский 1-й то же 13. Ивановский 2-й то же 14. Ивановский 3-й то же 15. Кисеик 16. отруба при Кисеике 17. Емазы (из Дув.-Мечетл. вол.) 18. Лобановский (из 2-й Айлинс. вол.) 19. хут. Соколова
- Месягутовская волость

1. Месягутово 5. Рухтина 2. Кувалдино 6. Сарагул 3. Сарты (из Ибраевской вол.) 4. Анзяк
- Метелинская волость

1. Абдуллина 3. Гладкий (Гладкогородско! 2. Метели
- Минская волость

1. Лимоновка 2. Минка 3. Шубина 4. раз. Минка 5. Краснопольский 6. ст. Усть-Катав 7. Бельгийская кол. 8. пос. Усть-Катав. зав.
- Михайловская волость

1. Михайловка 2. Митрофановка (из Дуванской вол.) 3. Пичугина то же 4. Фоминовка то же 5. Рождественский (из Дуванской вол.) 6. Ново-Михайловский (из Мурз. вол.)  7. хут. Нос 8. Ширяевка (из Дуван. вол.) 9. Даниловка то же 10. Чусовка то же 11. В. Мазеевка (из Дув. вол.) 12. Н. Мазеевка то же 13. Кошелевка (Старая Ширяевка) 14. Кайсаровка 15. Сарапуловка то же 16. Ежевкато же 17. Естехина то же 18. Луканинский то же 19. Ульяновка-Ванюшевка то же
- Мурзаларская волость

1. Таймеево 2. Малухино 3. Русская Атавка 4. Идильбаева 5. Отруба при д. Идильбаевой 6. Ташеуловка 7. Махмутова 8. Киселярова 9. Аркаул 10. Мунаевка 11. Бишевлярова 12. Аублякова 13. Кусепеева 14. Мурзалар (Мечетлина) 15. Ахунова 16. Ильтаева 17. Маяк-Кол 18. Мусатова 19. Отруба при  д. Мусатовой 20. Кургазак 21. Осиновка 22. Алексеевский 23. Армышан 1-й 24. Армышан 2-й 25. Бычковский 26. Гусевский 27. Кузнецовский 28. Малая Биянка 29. Митюшинский 30. Покровка 31. Кутюш Большой 32. Кутюш Малый 33. Саргамыш (Мурзал-Мечетлина) 34. Матвеевский 35. Усть-Атавка 36. Малая Хисмятовка 37. Хисмятовка 1-я 38. Хисмятовка 2-я 39. Раззориха 40. Обвинцева 41. Соколовский 42. Урдали 43. хут. Шестакова 44. Ново-Алексеевский 45. Банковская пристань 46. Чертовский
- Насибашевская волость

1. Насибаш 2. Малояз (из Мурзал. вол.) 3. Черепановка 4. Калмакларова 5. Каратавлы 6. Незабудкинский 7. Михайловка 8. Ново-Куркина 9. Старо-Куркина 10. Остроумовка (из Мурзал. вол.) 11. хут. Коропачинского 12. м-ца Уланова 13. хут. Мурашева
- Нижне-Кигинская волость

1. Кандаковка 2. Шигали 3. Нижние Киги 4. Масякова (из Дув.-Мечетл. вол.) 5. Султановка 6. хут. Жансурина
- Ново-Петропавловская волость

1. Ново-Петропавловское 2. Камара 3. Сакаста (из Белокатайской вол.) 4. Уральский (из 2-й Айлинск. вол.) 5. Рождественский (Осиновский) 6. Сосновка 7. Ново-Кадырова (из Дув.-Меч. вол.) 8. Федоровский то же 9. Ключики то же 10. Белокатайская казарма (из 2 Айл. вол.) 11. Казанцевский
- Ногушинская волость

1.Ногуши 2. Искуш 3. Манчашка 4. Корлыханово 5. Алакай 6. хут. Брагина 7. хут. Федорова 8. Патракова
- Рудничная волость

1. Руднично-Катавская 2. Руднично-Юрюзанская 3. Руднично-Симская 4. Успенский рудн. 5. Симский 6. Ивановский 7. Буланинский 8. Тяжелый 9. Бакальчик 10. м-ца Логинова
- Саткинская волость

1.Саткинский зав. 2. Валериановка 3. Бердяу 4. Жукатау 5. Единовер 6. Пороги 7. Бакал 8. Петропавловка 9. Большая Запань 10. Малая Запань 11. Сулея 12. Березяк 13. Большой Кыл 14. Малый Кыл 15. Средние Калагазы 16. Верхние Калагазыш 17. Саткинская прист. 18. Нижние Калагазы 19. корд. Плотина 20. Казенный кон. двор 21. Дегтярное заведение Барышникова 22. корд. Сибирка 23. корд. Березякский 24. корд. Зираткуль 25. корд. Озеро 26. Салган
- Сикиязская волость

1. Сикияз 2. Озерское 3. Еланыш 4. Екатериновка (из В.-Кигинской вол.) 5. Турнали 6. Студенцы 7. Тепловка 8. Королевка 9. Рязановка 10. Семериковка 11. Атавка Русская 12. Карасовка
- Старо-Белокатайская волость

1.Малухина 2. Соколки 3. Атарша 4. Новый Белокатай 5. Старый Белокатай 6. Шакарла 7. хут. при д. Шакарле 8. Васелга 9. хут. при д. Васелга 10. Тарасовка 11. Степано-Юдинский 12. Давлеткан
- Тастубинская волость

1. Тастуба 2. Антышевка 3. Вознесенское (Мусихино) 4. Лемазы 5. Булатовка 6. Луканинский 7. Сивокаменский 8. Трапезниковски 9. Ужеговская 10. Чуфаровская 11. Коряковка 12. Черношарский 13. Озерки 14. Харинский 15. Водолеевский
- Улькундинская волость

1. Улькунды 2. Елантуб 3. Рахманкулова
- Усть-Икинская волость

1. Крючковский 2. Сальевка 3. Б. Усть-Икинское 4. М. Усть-Икинское (М. Шигали) 5. В. Бобина 6. С. Бобина 7. Нижн. Бобина
- Юрюзанская волость

1. Юрюзань 2. пос. при ст. Вязовая (ст. Вязовая) 3. Месяды 4. Первухина 5. Тюлюк 6. Александровка 7. Екатериновка
- Ярославская волость

1. Сальевка 2. Ярославка 3. Турышевский (из Метелинской вол.) 4. Буртаковский тоже 5. Усть-Айск 6. Согрино 7. хут. Кавардакова 8. Усть-Аяз
- Яныбаевская волость

1. Яныбаева 2. Медятова 3. Азангулова 4. Таишева 5. Аккинина 6. Мунасова 7. Буранчина 8. Айгыръял 9. Волжанинский (Апшанова) 10. Твардовка 11. В. Леваль 12. Н. Леваль 13. Саргамыш 14. Акбай 15.Кугузлы 16. Черный Ключ 17. Шулаковский 18. Макаровский 19. м-ца Пучкова 20. м-ца Устюгов 21. Апшанова